# Mutio, Passadore
Mutio, Passadore & Co. war ein uruguayischer Hersteller von Automobilen.

## Unternehmensgeschichte
Jorge Mutio und Albérico Passadore gründeten 1962 das Unternehmen in Montevideo. Sie begannen mit Unterstützung des Unternehmens Carmeta mit der Produktion von Automobilen. Der Markenname lautete MP, was ihren Initialen entsprach. 1964 endete die Produktion. Insgesamt entstanden etwa 70 oder 100 Fahrzeuge.

## Fahrzeuge
Das einzige Modell war eine zweitürige Limousine. Der Motor stammte von Panhard. Der luftgekühlte Zweizylinder-Boxermotoren mit 848 cm³ Hubraum leistete 42 PS.